# St. Johannes Nepomuk (Göllheim)
Die römisch-katholische Pfarrkirche St. Johannes Nepomuk in der nordpfälzischen Ortsgemeinde Göllheim, gelegentlich wegen ihrer Größe und exponierten Lage auch als Nordpfälzer Dom bezeichnet, ist eine dreischiffige Hallenkirche im Stil der Neugotik. Weihetag der Kirche ist der 3. Mai 1911 (durch Bischof Michael von Faulhaber). Das erste Patrozinium ist St. Johannes Nepomuk (16. Mai), das zweite Heilig-Kreuz (14. September).
Bis zum Ende des Kirchenjahres 2014/2015 war der Ort Sitz einer eigenen Pfarrei, mit umliegenden Filialgemeinden, und bildete mit dem benachbarten Pfarreien Ottersheim und Weitersweiler eine Pfarreiengemeinschaft. Mit Beginn des Kirchenjahres 2015/2016 zum 1. Advent 2015 gingen alle drei genannten Pfarreien in der neuen Pfarrei Hl. Philipp der Einsiedler auf. Als Hauptkirche dient die Kirche in Göllheim. Die Kirchengemeinde gehört zum Dekanat Donnersberg im Bistum Speyer.

## Vorgängerbauten
Erstmals wird eine Kirche in Göllheim in einer Übertragungsurkunde aus dem Jahre 1247 des Grafen Eberhard von Eberstein und dessen Gemahlin Adelheid an das Kloster Rosenthal erwähnt. Die beiden ersten historisch fassbaren katholischen Kirchengebäude sind die im 14. Jahrhundert entstandene Kirche St. Martin, von der lediglich der Turm überdauert hat und die mittlerweile abgegangene Heilig-Kreuz-Kirche aus dem 19. Jahrhundert.

## Gebäude
Die Kirche wurde in den Jahren 1909 bis 1911 nach Plänen von Wilhelm Schulte I. (Senior, Neustadt/Weinstraße) im Stil der Spätgotik errichtet. Schultes Bruchsteinbau ist klar in drei Teile gegliedert: Turm, Langhaus und Chor.
Die nach Westen ausgerichtete Fassade wird von einem mächtigen Mittelturm mit sechs Geschossen und einem kleineren, achteckigen Treppentürmchen mit Maßwerkgalerie und Zwiebelhauben dominiert. Auf der Höhe des sechsten Geschosses des Mittelturmes befindet sich ein Umgang, mit durchbrochener Maßwerkbalustrade.
Das Langhaus wird durch fünf Fensterachsen gegliedert und von einem Satteldach mit Dachreiter gedeckt. In Traufhöhe zieht sich ein Sims um das komplette Gebäude, was an der Westfassade zur optischen Gliederung dient.
Der, leicht vom Kirchenschiff abgesetzte, Chor ist als 7/10-Abschluss ausgeführt. Südlich zwischen Schiff und Chor befindet sich ein kleiner Kapellenanbau, nördlich die Sakristei.
Durch das Hauptportal gelangt man in das Turmuntergeschoß, welches als Eingangsraum fungiert. Das Innere zeigt sich als dreischiffige Hallenkirche mit leicht erhöhtem Chor. Die Orgelempore im Westen ist in der Form eines gotischen Lettners ausgeführt. Die Decke ist mit einem Sterngewölbe überzogen.
Im Zweiten Weltkrieg blieb das Kirchengebäude von Zerstörungen weitgehend verschont, obwohl in unmittelbarer Nähe mehrere Sprengbomben niedergingen. Lediglich die Fenster, welche die acht Seligpreisungen als Personen darstellten, sind bei dem Angriff in der Nacht vom 14./15. Februar 1941 zerstört worden. Die heutigen Chorfenster stammen aus dem Jahr 1965 und sind ein Werk von Günther Zeuner/Speyer.

Die Außenmaße betragen 45 Meter in der Länge und 18 Meter in der Breite, der Turm erreicht eine Höhe von 46 Meter.

### Innenansicht

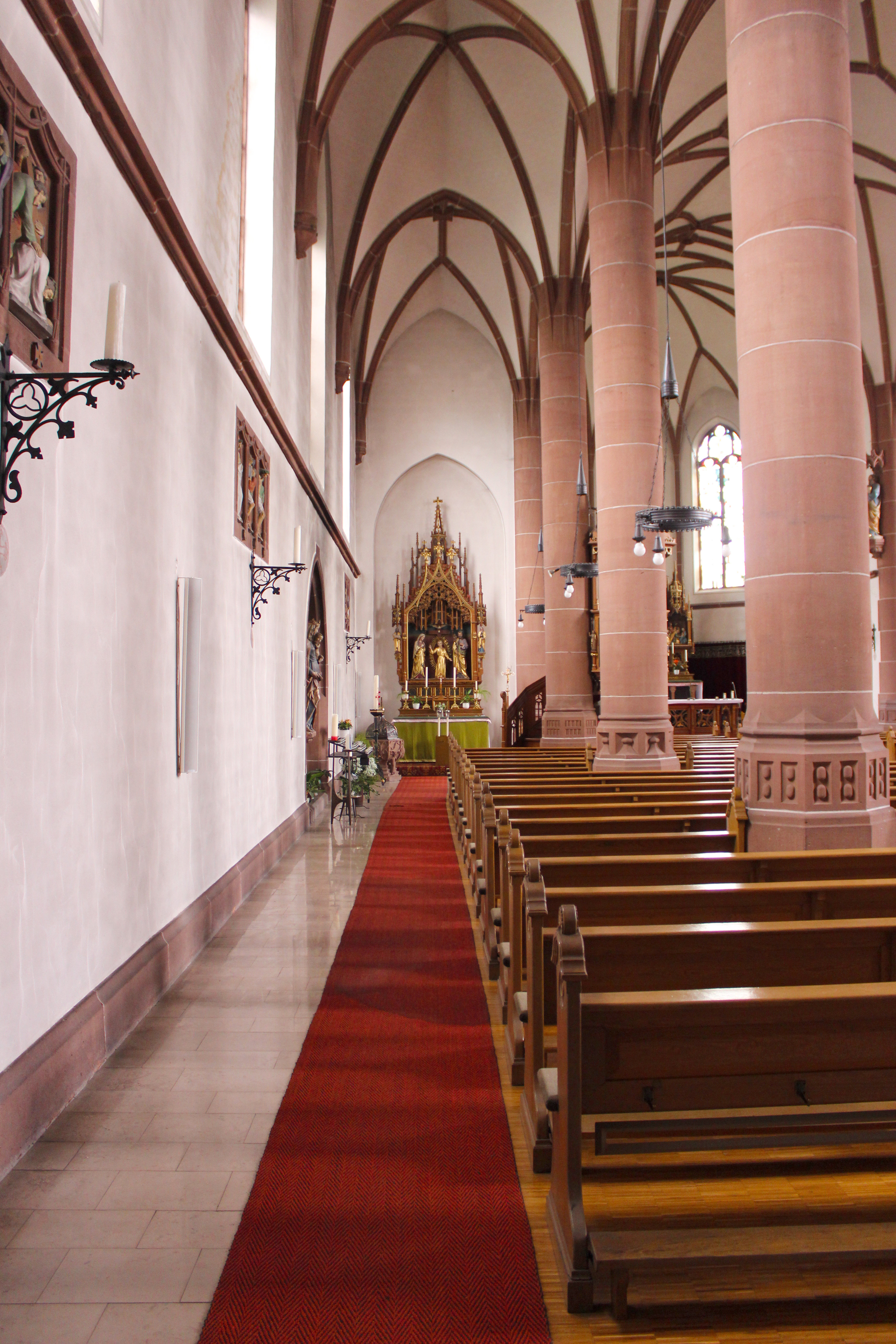
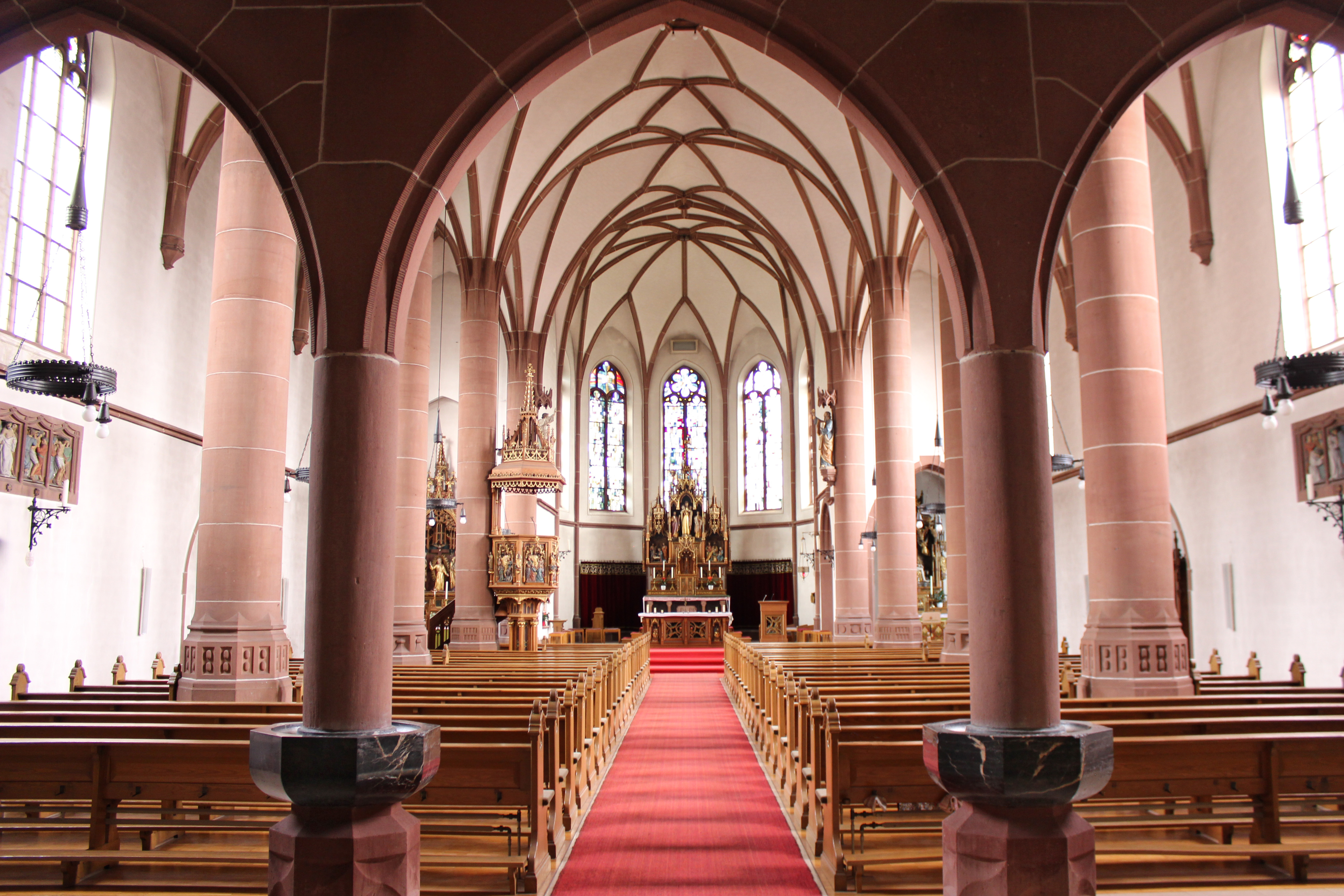
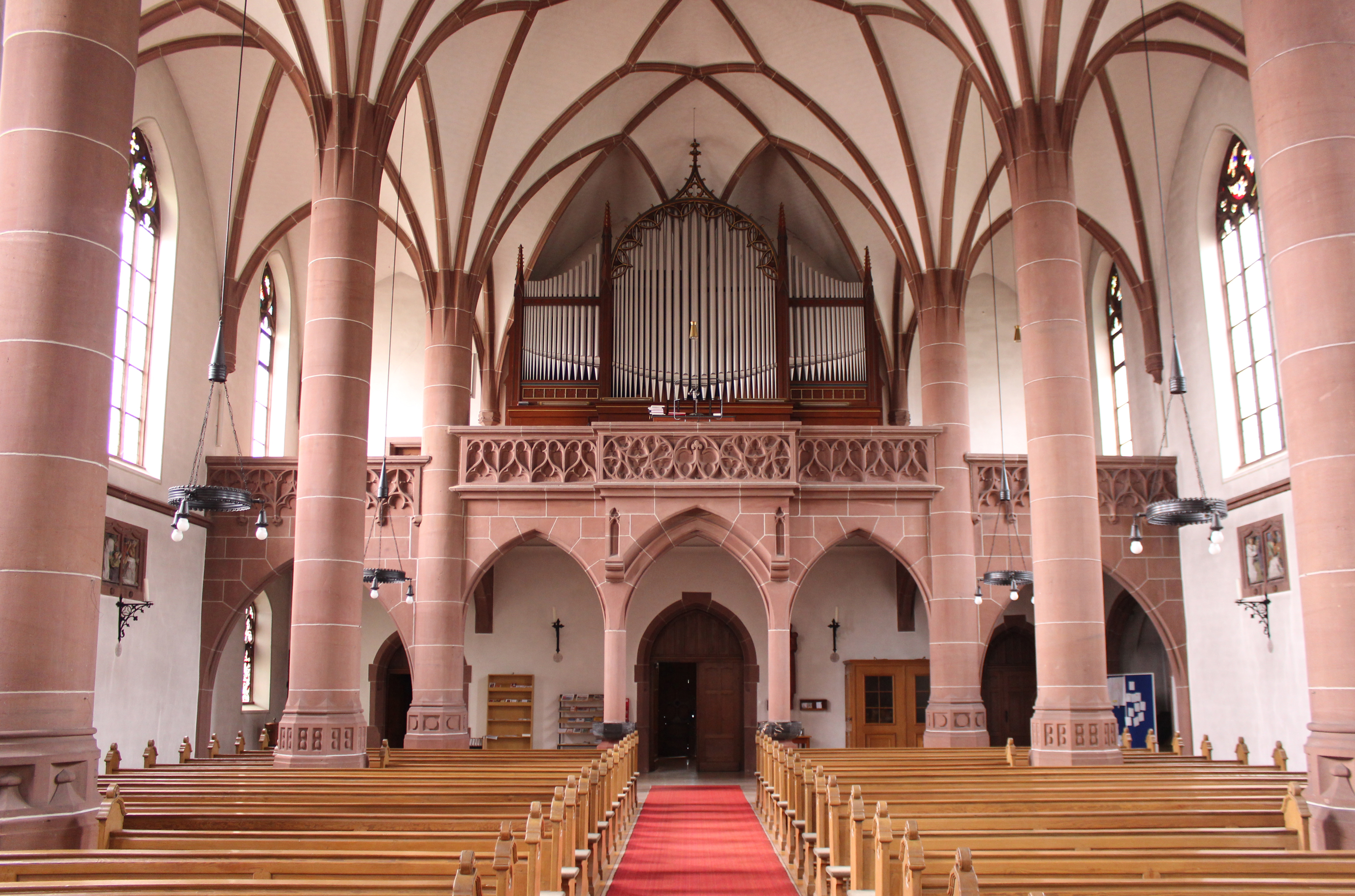
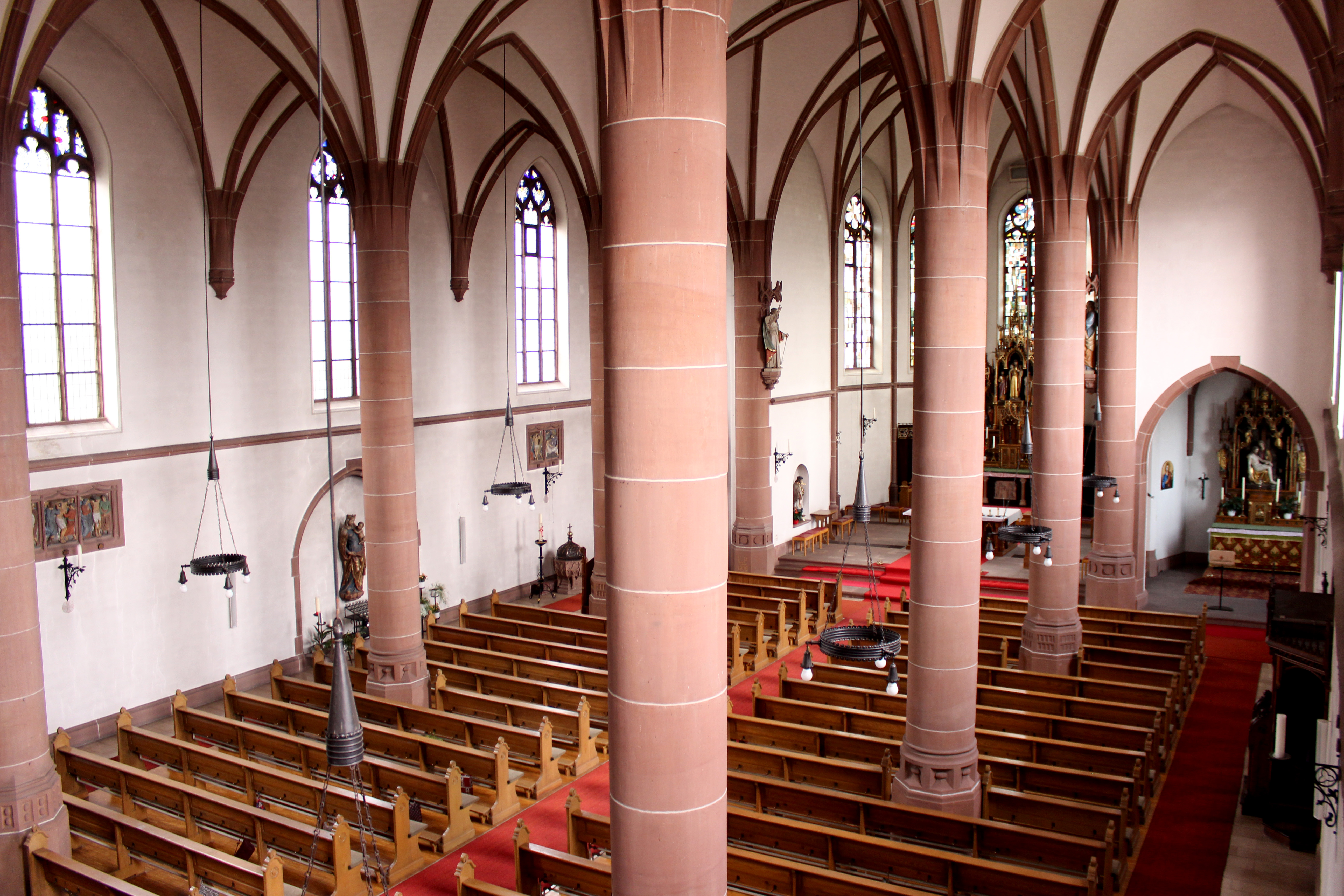
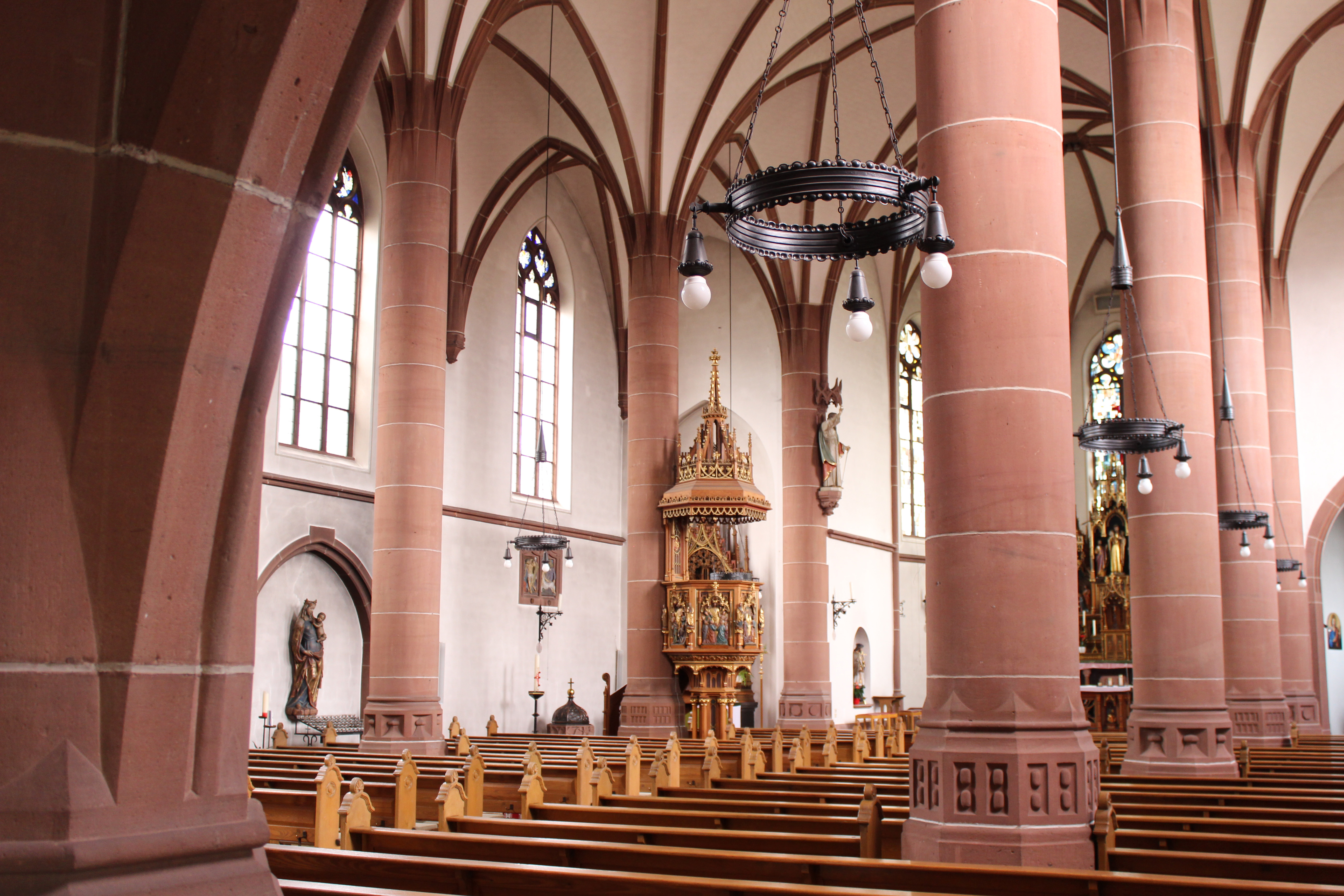
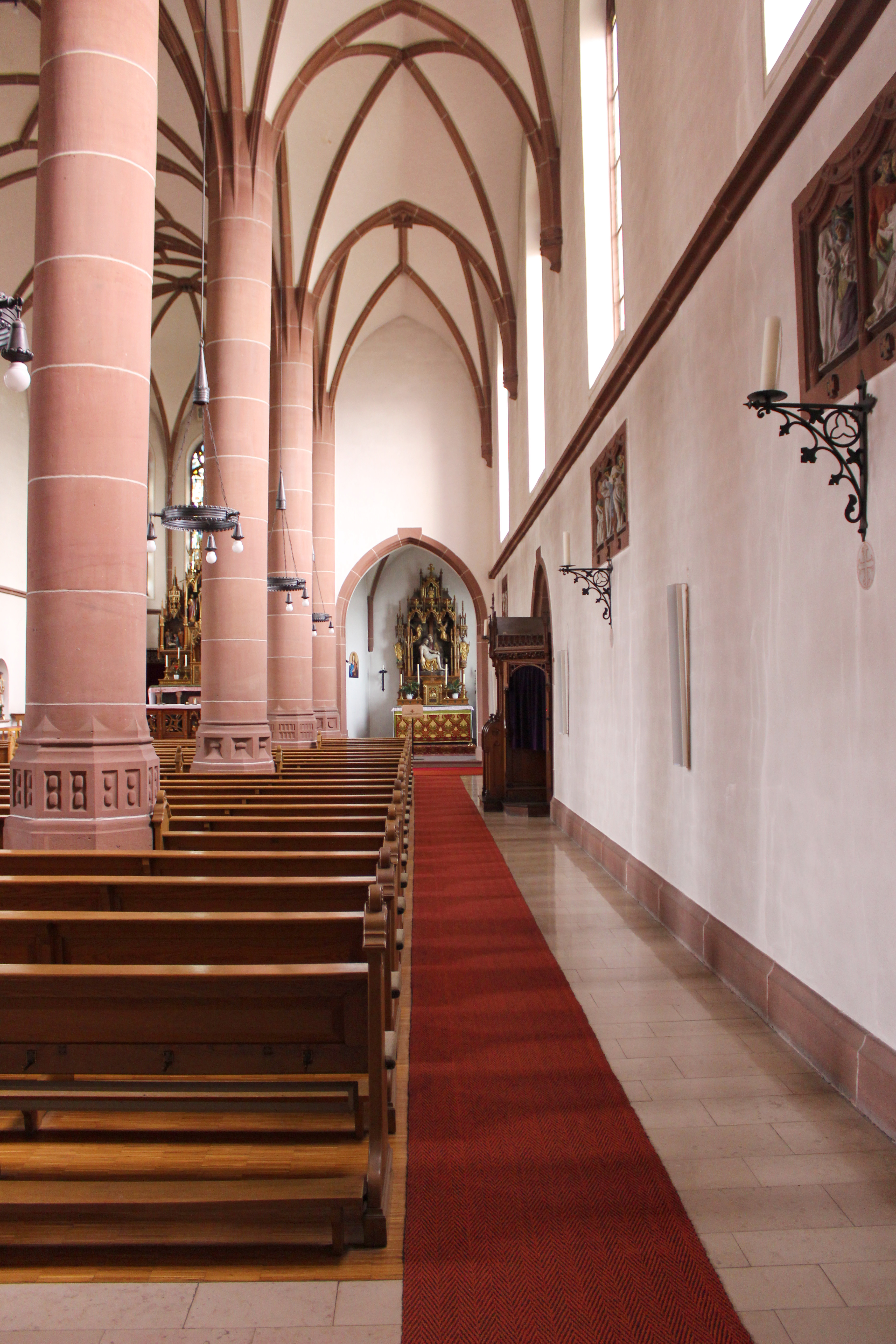

## Ausstattung
Im Inneren hat sich nahezu die gesamte Originalausstattung aus der Erbauungszeit erhalten.

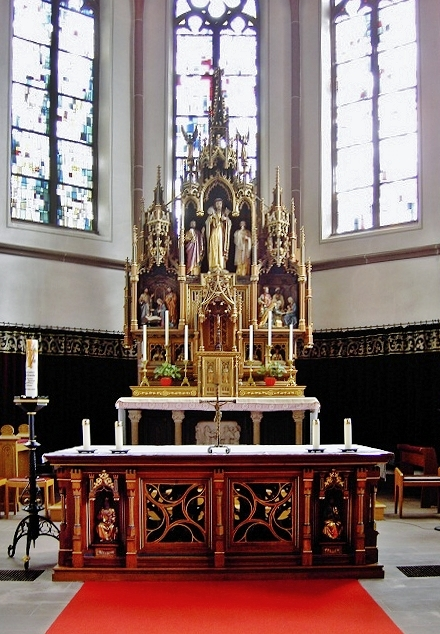

### Hochaltar
In der Predella des Hochaltars oder Weihnachtsaltars befinden sich die Darstellungen der vier Kirchenlehrer: Augustinus, Gregor der Große, Ambrosius und Hieronymus; in der zweiten Ebene die Geburt Christi und die Anbetung der Könige und als Bekrönung über dem Tabernakel Christus, als der gute Hirte, mit Petrus zu seiner Rechten und Johannes Nepomuk zu seiner Linken. Die Mensa zeigt die Opferszene mit König Melkisedek.

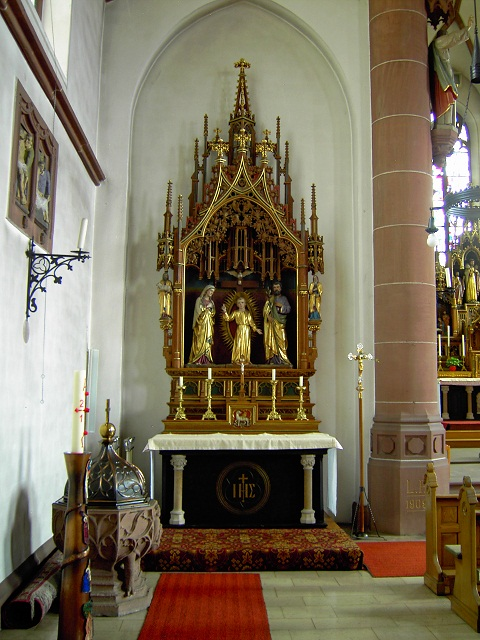

### Linker Seitenaltar
Auf dem linken Seitenaltar wird im Motiv des Heiligen Wandels die Heilige Familie thematisiert. Die drei Personen im Zentrum stellen Maria, den Jesusknaben und Joseph dar. Über ihnen schwebt der Heilige Geist in Gestalt einer Taube. Flankiert wird die Gruppe von der Darstellung Joachims links und der heiligen Anna rechts, der Eltern Mariens.

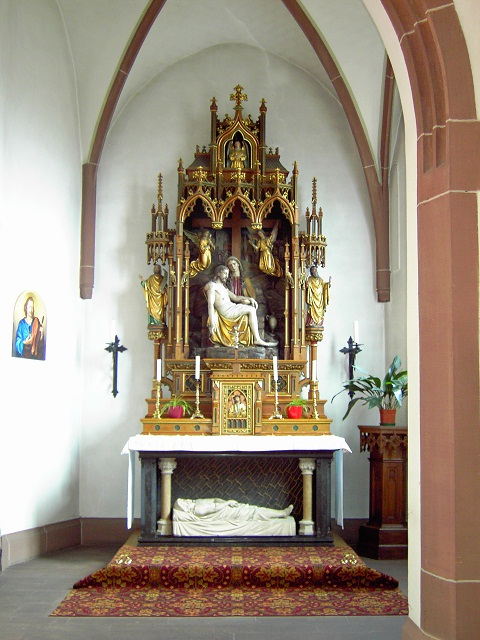

### Rechter Seitenaltar
Der rechte Seitenaltar wird auch Schmerzens- oder Passionsaltar genannt. In der Mitte befindet sich eine Pietà, über der zwei trauernde Engel schweben. Die Tabernakeltür ziert ein Ecce Homo. Die beiden Seitenfiguren stellen links Jesaja mit Spruchband „Er hatte keine schöne und edele Gestalt …“ (Jesaja 52,2) und rechts Jeremia mit dem Schriftzug „… seht, ob ein Schmerz ist wie mein Schmerz …“ (Jeremia 1, 12) dar. Unter dem Altarsockel (Mensa) liegt Christus im Grab.

### Kanzel

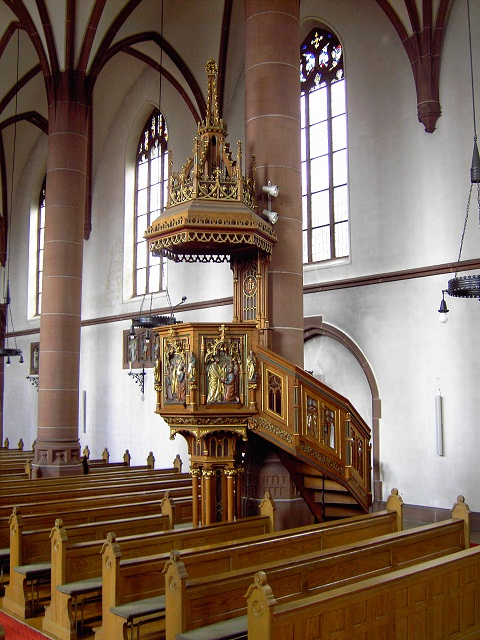

Die Kanzel umlaufen Reliefs mit den Mysterien Jesu: Ostern, Himmelfahrt, Pfingsten und die Schlüsselübergabe an Petrus. Fünf kleine, zwischen den einzelnen Darstellungen platzierte Figuren, sind Johannes der Täufer und die vier Evangelisten.

### Zelebrationsaltar und Ambo
Der Zelebrationsaltar und der Ambo entstanden erst nach dem Konzil und den liturgischen Änderungen 1974. Für beide wurde die alte Kommunionbank verwendet, die abgetragen, zerlegt und neu zusammengefügt wurde. Durch diese Wiederverwertung historischer Substanz wurde einer Zerstörung künstlerischer Arbeit entgegengewirkt; Zelebrationsaltar und Ambo fügen sich dadurch harmonisch in die Kirche ein. Die vier Figuren des Zelebrationsaltares, alle alttestamentliche Vertreter des Opfergedankens, sind Salomon, Melkisedek, Moses und Elija.
Altäre, Kanzel und Beichtstuhl sind Werke von H. Bong, Köln.

### Kreuzweg und Apostelfiguren
Nach dem Ersten Weltkrieg wurden der Kreuzweg des Bildhauers August Schädler/München im Schiff und die Figuren des Petrus und Paulus des Künstlers Anton Leims/Horb an den Säulen zum Chor gestiftet. In dem aufgeschlagenen Buch, das Petrus in der Linken hält, ist zu lesen: „… im Kriegsjahr 1918, zu Ende des so schrecklichen Krieges 1914–1918. Gott schenke uns den Frieden.“

### Taufstein

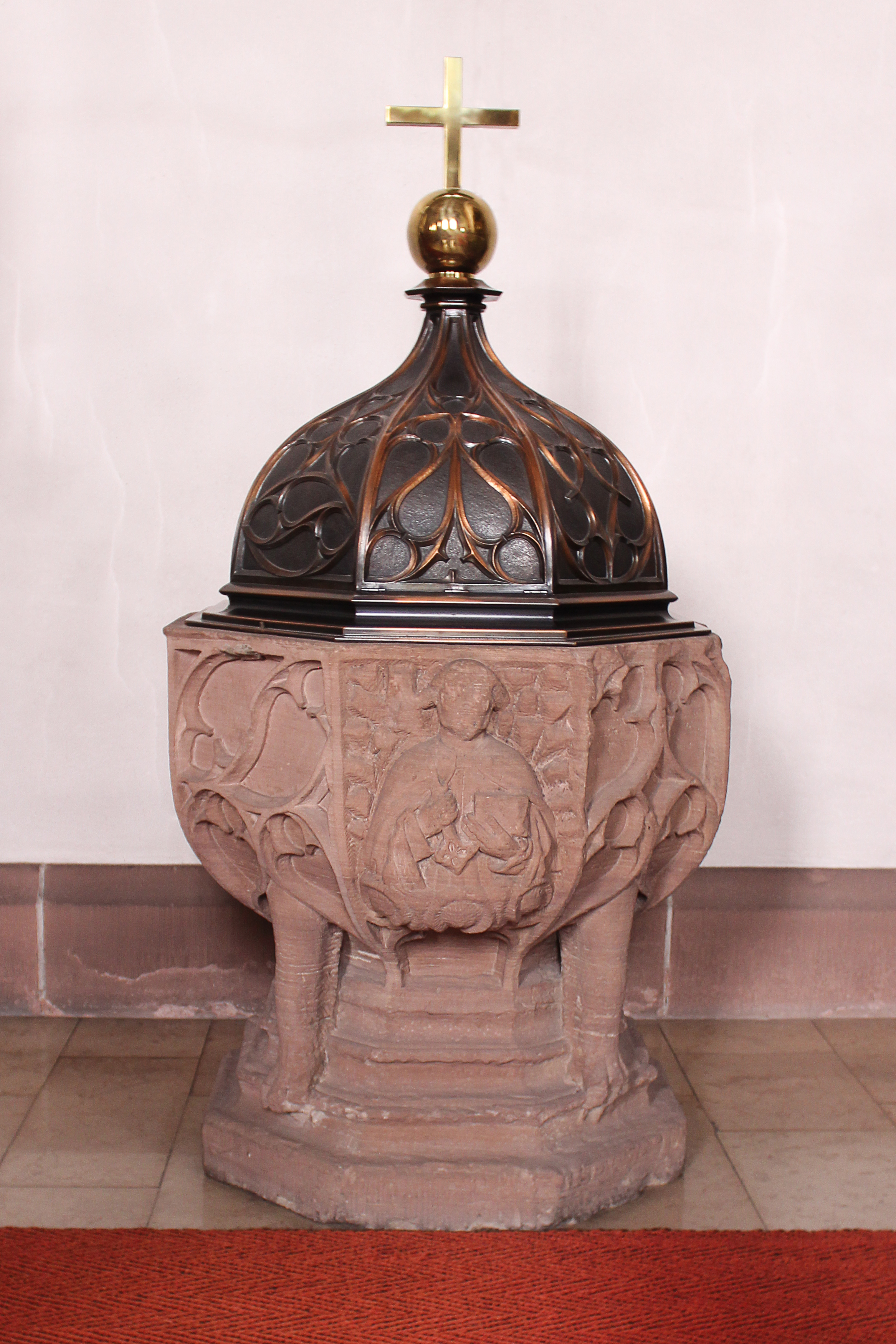

Der ehedem im benachbarten Kerzenheim in der Peterskapelle aufgestellte spätgotische Taufstein kam 1826 in den Vorgängerbau der heutigen Kirche, die Heilig-Kreuz-Kirche. Diese wurde wegen Baufälligkeit aufgegeben und nach 1911 abgetragen. Der Taufstein wurde in den Neubau übernommen.

„Der um 1500 in einer Wormser Werkstatt entstandene Taufstein mit achteckigem Becken über achteckigem Sockel mit gekehlten Stufen ist mit Fischblasenmaßwerk, einem den hl. Petrus in Halbfigur darstellenden Relief sowie vier Löwenfüßen dekoriert. Weitere Taufsteine aus dieser Werkstatt befanden sich in […] den Kirchen von Albisheim, Ottersheim, und Rüssingen, sowie der protestantischen Kirche von Göllheim (heute: Historisches Museum der Pfalz in Speyer).“

Der Taufstein folgt dem im Bistum Worms verbreiteten Fischblasen-Maßwerk-Typus. Taufsteine des gleichen Typs befinden sich in St. Peter in Bubenheim und in der evangelischen Kirche in Grünstadt. Als Besonderheit des Göllheimer Stückes gilt, dass er als einziger Vertreter des Maßwerk-Typs mit einem Relief versehen ist.

### Kreuzigungsgruppe, Johannes Nepomuk und Marienfigur

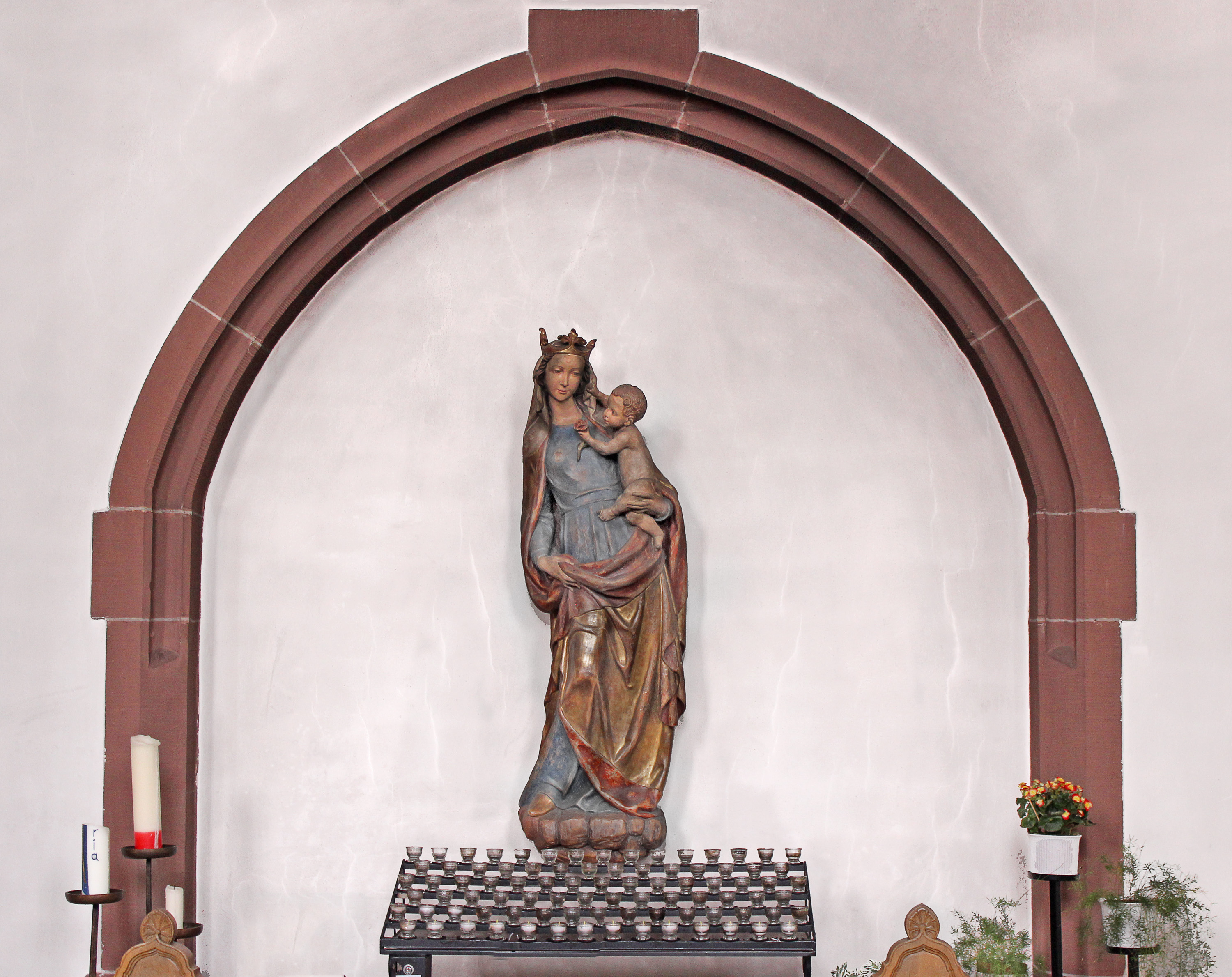

In der Vorhalle im Erdgeschoss des Turmes befindet sich eine Kreuzigungsgruppe. Die Figuren stammen vom ehemaligen Hochaltar der Vorgängerkirche Heilig-Kreuz.
Ebenfalls aus der alten Heilig-Kreuz-Kirche kam die Figur des Hl. Nepomuk. Sie war vormals Zentrum des Nepomukaltares und steht heute in einer Nische des Chores. Die Marienfigur im nördlichen Seitenschiff stammt aus neuerer Zeit, sie wurde Anfang der 1970er Jahre angeschafft. Die Rose in der Hand des Jesusknaben spielt auf die Zugehörigkeit im Mittelalter zum Kloster Rosenthal an.

## Orgel
Die Orgel wurde 1921 von der Firma Steinmeyer eingebaut und ist weitgehend erhalten. Das Instrument verfügt über 18 Register, die auf zwei Manuale und Pedal verteilt sind. Das Werk mit pneumatischen Taschenladen ist eines der ersten Instrumente der Orgelbewegung, das sich nach der Orgelromantik wieder am barocken Klangbild orientierte.

## Geschichte der Pfarrei

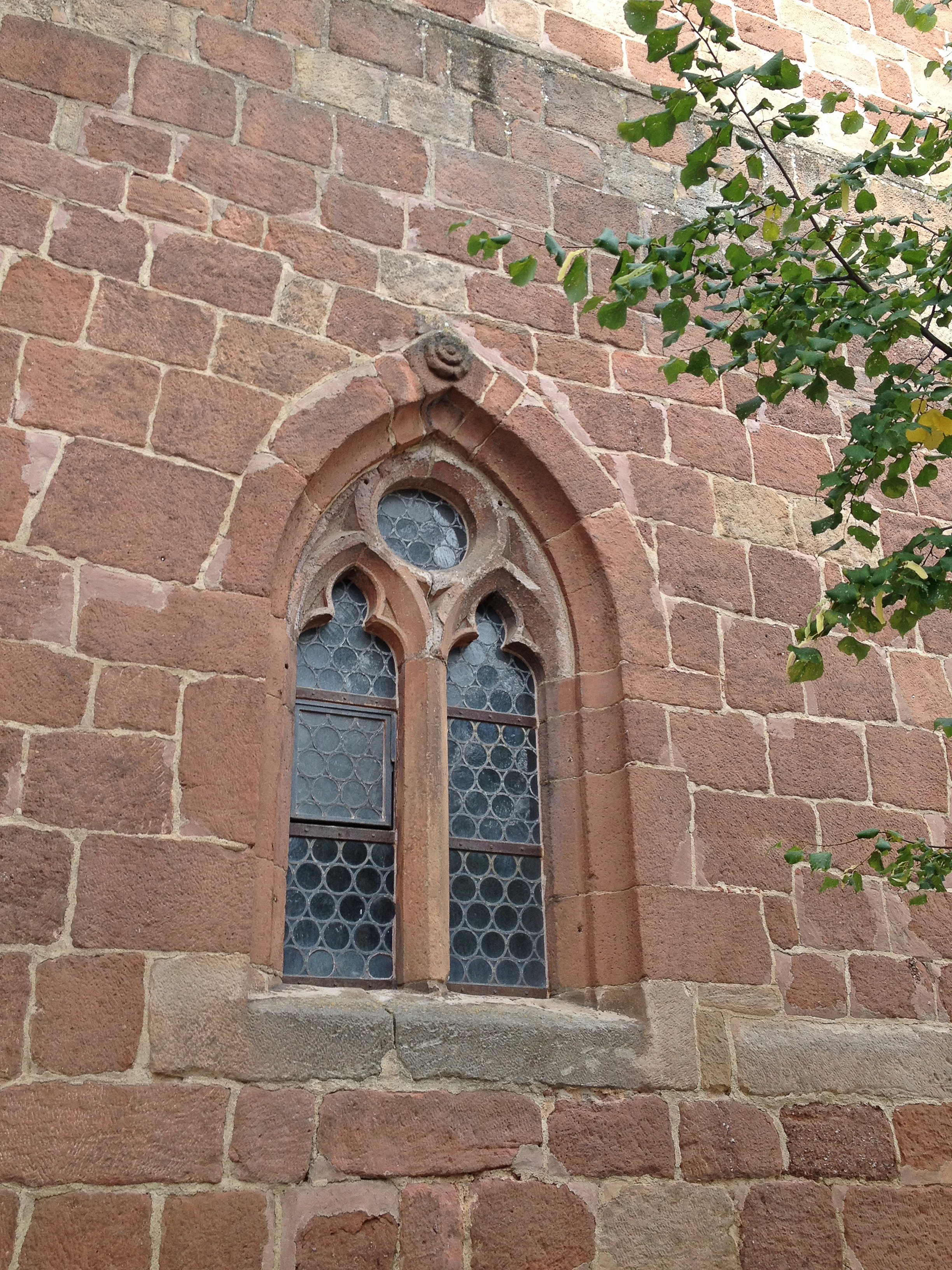
Wappenrose am gotischen Turm der prot. Kirche

### Vom Mittelalter bis zur Säkularisation im 16. Jh.
Erste urkundliche Erwähnungen stammen aus dem 13. Jahrhundert. Im Jahre 1247 übertrugen Graf Eberhard II. von Eberstein und seine Gemahlin Adelheid dem von ihnen 1241 gegründeten Zisterzienserinnen-Kloster Rosenthal das Patronatsrecht und den Zehnten der Göllheimer Pfarrkirche. Bei diesem Gotteshaus handelte es sich wahrscheinlich um eine Eigenkirche. Schwierigkeiten aus dieser Schenkung ergaben sich, weil Göllheim zum Erzbistum Mainz (Archidiakonat von Sankt Viktor) gehörte, das neugegründete Kloster Rosenthal aber dem Bistum Worms zugeschlagen wurde. Bis zur Säkularisation im 16. Jahrhundert blieb diese nicht immer spannungsfreie Verbindung zwischen Göllheim und dem Kloster Rosenthal bestehen. Mehrere Urkunden aus dem 15. und 16. Jahrhundert belegen, dass es immer wieder zu Zwistigkeiten wegen der Unterhaltung und Ausstattung des Gebäudes kam.
Nachdem die Grafen von Nassau, seit 1385 als Herren von Stauf auch Schirmherren von Kloster Rosenthal, mit der Reformation zum lutherischen Bekenntnis übergetreten waren, wurde die katholische Gemeinde 1556/1572 aufgelöst, die Gebäude fielen an die Protestanten.

### Vom 17. Jahrhundert bis zum 20. Jahrhundert
Erst mehr als 100 Jahre später, mit dem Frieden von Rijswijk, wurde 1686 wieder eine katholische Pfarrei eingerichtet und erhielt das Simultanrecht an der evangelischen Kirche. Sitz der wiedererrichteten Pfarrei war ursprünglich Eisenberg, jedoch müssen die Schikanen und Bedrängnisse durch die dortige Bevölkerung und Nassau-Weilburgische Regierung so groß gewesen sein, dass der vierte Pfarrer Martialis Utershagen Ende des 17. Jh. seinen Sitz nach Göllheim verlegte. Das streng geregelte und wie andernorts nicht spannungsfreie Simultaneum zog sich bis zum Anfang des 19. Jahrhunderts hin. Von Göllheim aus wurde die gesamte Herrschaft Stauf aus betreut, nämlich die Ortschaften: Breunigweiler, Dreisen, Eisenberg, Elbisheimerhof, Kerzenheim, Ramsen, Rosenthal, Rüssingen (seit 1707/1708; vorher bei Kirchheimbolanden), Sippersfeld und Stauf, ebenso die Höfe Kerzweilerhof, Klauserhof, Kleehof, Pfrimmerhof, Ripperterhof; sowie die zu Eisenberg gehörenden Mühlen und Hammerwerke im Eistal, die der neuen Pfarrei angehörten.
Im Jahr 1802 wurde die Pfarrei Göllheim, die seit der Restaurierung 1686 wieder zum Bistum Worms gehörte, dem von Napoleon umgestalteten Bistum Mainz zugeordnet und gleichzeitig Kantonspfarrei. Nach der Besetzung der Pfalz durch französische Revolutionstruppen (1794) und der Angliederung an den Französischen Staat wurde Göllheim 1798 zu einem Kantonsort (chef-lieu) erhoben; es war Verwaltungszentrum für das angrenzende Umland. Der Kanton Göllheim umfasste sieben Mairien mit 17 politischen Gemeinden. Auch nach dem Wiener Kongress (1815) und der Abtretung der Pfalz an das Königreich Bayern blieb Göllheim als Zentrum für die umliegenden Gemeinden bestehen. Die Filialen Eisenberg, Kleehof, Ramsen und Ripperterhof kamen 1808 an die Pfarrei Hettenleidelheim, Sippersfeld zur Pfarrei Börrstadt.
Immer wieder auftretende Spannungen um die Nutzung der Simultankirche ließen in den folgenden Jahren den Plan zum Bau einer eigenen katholischen Kirche in der heutigen Steigstraße, gegenüber dem alten Pfarrhaus von 1776 (Neubau 1876 bis 1878), reifen. Auf dem Wiener Kongress wurden die Diözesen Deutschlands neu geordnet; so entstand im gleichen Jahr das Bistum Speyer neu, dem Göllheim 1821 zugeordnet wurde.
Nur wenige Jahrzehnte später traten massive Bauschäden an der neuen Kirche auf, deren Beseitigung so kostspielig gewesen wären, dass 1888 der Bau einer neuen Kirche beschlossen wurde.
Im Stadtarchiv von Speyer haben sich Bauzeichnungen aus dieser Zeit erhalten. Franz Schöberl fertigte seinerzeit bereits einen Grundriss und mehrere Ansichten einer Kirche im neugotischen Stil für Göllheim. Aus finanziellen Gründen in der Gemeinde zog sich der Zeitpunkt bis zum Beginn des Neubaus über 20 Jahre hin und Schöberls Pläne gelangten nicht zur Ausführung. Zu Beginn des 20. Jh. waren endlich genug Geldmittel vorhanden und die Planungen wurden wieder aufgenommen. Erste Skizzen zeigen nun eine neoromanische Kirche aus gelbem Sandstein, im weiteren Verlaufe der Planung entschied sich der jetzige Architekt Wilhelm Schulte I. jedoch, wie Schöberl bereits 20 Jahre zuvor, für eine neogotische Ausführung.
Der erste Spatenstich erfolgte am 2. April 1909, die Grundsteinlegung am 13. Juli 1909. Am 3. Mai 1911 wurde die neue Kirche durch Bischof von Faulhaber auf den Namen Heilig Kreuz und St. Johannes Nepomuk geweiht.
Durch fanatisierte Nationalsozialisten wurde 1933 die Fronleichnamsprozession angegriffen und musste abgebrochen werden. Am Abend des 23. Juni 1933, gegen 21.30 Uhr, rotteten sich – zum Teil vermummte – Gestalten vor dem Pfarrhaus zusammen und begannen es mit schweren Steinen zu bombardieren. Fast alle Fensterscheiben gingen davon zu Bruch. Dann fielen zahlreiche scharfe Schüsse; später wurden mindestens 30 Einschüsse gezählt. Man versuchte die Haustür einzuschlagen und sprengte sie schließlich mittels einer Detonation auf. Es kam zum Pfarrhaussturm, bei dem Pfarrer Jakob Schwalb unter Gewaltanwendung verschleppt wurde. Man misshandelte ihn auch während der Haft und er starb schon wenige Monate danach. Heute gilt er als Bekennerpriester gegen den Nationalsozialismus. In seinem letzten Wohnort in Dahn wurde ihm wegen der Göllheimer Ereignisse 2009 ein sogenannter „Stolperstein“ gesetzt.

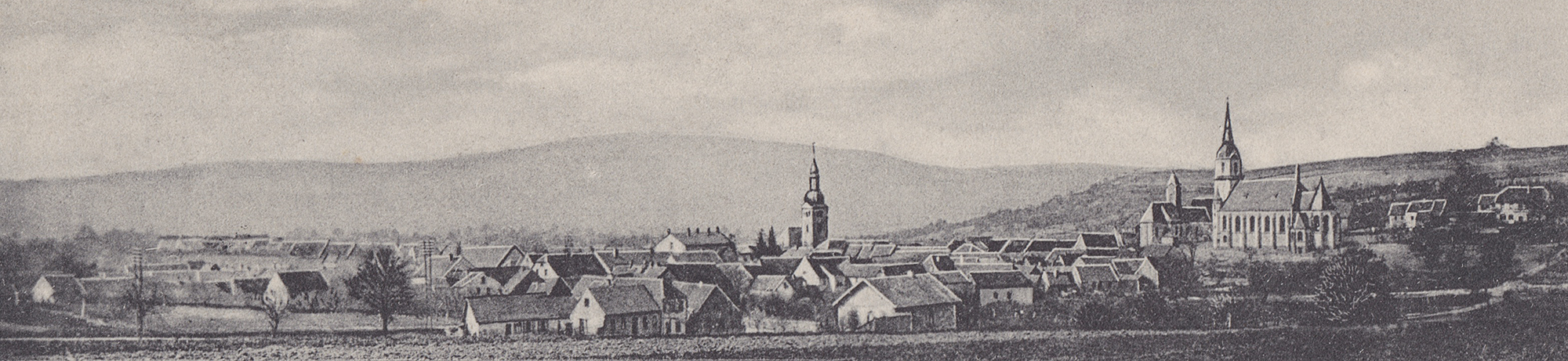
Historisches Panorama von Göllheim ca. 1911, mit der alten Hl. Kreuz Kirche neben der neu errichteten Nepomuk Kirche, im Hintergrund der Donnersberg

### Die Pfarrei heute
Bis Ende des Kirchenjahres 2014/2015 bildete die Pfarrei, die ihren Hauptsitz in Göllheim hatte, mit den Filialen Dreisen (Betsaal und Kapelle), Lautersheim (Filialkirche St. Joseph), seit Januar 2007 zu Göllheim gehörig und Rüssingen (Filialkirche St. Martin) und der Pfarrei Weitersweiler (Pfarrkirche St. Bartholomäus), die 1984 wegen Priestermangels nicht mehr besetzt wurde, eine Pfarreiengemeinschaft.
Seit dem 1. September 2013 bestand die Pfarreiengemeinschaft St. Johannes Nepomuk Göllheim – St. Bartholomäus Weitersweiler und St. Amandus Ottersheim – St. Philipp der Einsiedler Zell. Im Rahmen der Strukturreform im Bistum Speyer, die Ende 2015 abgeschlossen worden ist, wurde eine Zusammenlegung mit der benachbarten Pfarreiengemeinschaft Ottersheim, bestehend aus Ottersheim, Stetten und Zell, zu einer einzigen Pfarrei durchgeführt.
Mit dem Beginn der Adventszeit 2015 gingen alle einzelnen Gemeinden in der neuen Pfarrei Hl. Philipp der Einsiedler, mit Philipp von Zell als regionalem Patron, auf. Der Verwaltungssitz befindet sich, ebenso wie die Hauptkirche, in Göllheim.